# 우지현 (스자좡시)
우지현(한국어: 무극현, 중국어: 无极县, 병음: Wújí Xiàn)은 중화인민공화국 허베이성 스자좡 시의 행정 구역이다. 넓이는 524km2이고, 인구는 2007년 기준으로 490,000명이다.

## 행정 구역
6개 진, 4개 향, 1개 민족향을 관할한다.
- 진: 无极镇, 七汲镇, 张段固镇, 北苏镇, 郭庄镇, 大陈镇
- 향: 郝庄乡, 东侯坊乡, 里城道乡, 南流乡
- 민족향: 高头回族乡